# Pierre-Étienne Monnot
Pour les articles homonymes, voir Monnot.
 (août 2018).
Pierre-Étienne Monnot, né le 9 août 1657 à Orchamps-Vennes et mort le 24 août 1733 à Rome, est un sculpteur baroque français, principalement actif à Rome.

## Biographie
Né le 9 août 1657 à Orchamps-Vennes dans le Doubs dans le Comté de Bourgogne, Pierre-Étienne Monnot grandit à Besançon ou il est formé à la sculpture par son père, le sculpteur Étienne Monnot. Il se perfectionne à Dijon avec Jean Dubois puis à Paris avec Pierre Le Gros l'aîné. 
En 1678 après l'annexion française, il revient en Franche-Comté pour travailler principalement dans l'art religieux avec son père puis seul. 
À partir de 1686, il s'installe à Rome en Italie, sous la protection de Livio Odescalchi, duc de Bracciano, Cerie et Symnie (1654-1713, neveu du pape Innocent XI). Ce dernier lui commande en 1700 l’œuvre qui consacre sa réputation : le tombeau du pape Innocent XI (basilique Saint-Pierre de Rome). Influencé par Domenico Guidi, il réalise cette œuvre en s'inspirant du tombeau du pape Léon XI sculpté par Alessandro Algardi.
Il réalise un de ses principaux chefs-d’œuvre avec le pavillon du Marmorbad (le pavillon du bain en marbre) près de l'orangerie du parc de Karlsaue à Cassel en Allemagne. 
Il meurt à Rome le 24 août 1733.

## Élèves
- Bartolomeo Cavaceppi (1716-1799)

## Œuvres à Rome
- Arcibasilica di San Giovanni in Laterano * (Archibasilique Saint-Jean-de-Latran). Nef centrale : San Paolo – Saint Paul, marbre (dernière statue à droite depuis l’entrée). San Pietro – Saint Pierre, marbre (dernière statue à gauche depuis l’entrée).
- Chiesa di Sant’Ignazio in Campo Marzio (église Saint-Ignace-de-Loyola-au-Champ-de-Mars). Collaboration avec Pierre Le Gros le jeune. Cappella Ludovisi (dessinée par Pierre Le Gros) : Monumento funebre di Gregorio XV Ludovisi – Monument funéraire de Grégoire XV Ludovisi. Monument funéraire du cardinal Ludovico Ludovisi, neveu du précédent (environ 1709-1713) au pied du monument funéraire de Grégoire XV. La Fama – La Renommée, deux anges, en haut de chaque côté portant une trompette. En bas, marbre, à gauche : La Religione – La Religion, portant l’Évangile et à droite : La Munificenza – La Munificence, portant une corne d’abondance. Deux anges en marbre. Visible sur http://www.aletes.it.
- Chiesa del Santissimo Nome di Gesù (église du Très-Saint-Nom-de-Jésus) : Deux anges en marbre portant les lettres, symbole (stemma) de Jésus : IHS. Au-dessus de la niche de la statue de saint Ignace.
- Basilica di Santa Maria del Popolo (basilique Sainte-Marie-du-Peuple ou du-Peuplier). Buste du cardinal Savio Mellini, 1699. Selon le site Roma Segreta et plusieurs autres. La Fondation Zeri lui attribue également les deux autres bustes, mais ceci semble erroné.
- Chiesa di Santa Maria della Vittoria (église Sainte-Marie-de-la-Victoire). Transept droit : Cappella di San Giuseppe (Chapelle Saint-Joseph), encadrant la sculpture du rêve de Joseph, de Domenico Guidi, deux hauts-reliefs en marbre, 1698-99 : Fuga in Egitto – La fuite en Égypte, entre 1698 et 1699, haut-relief en marbre, cm. 275 x 194, référence Ministère des biens culturels 1200706294. Adorazione dei pastori – Adoration des bergers, après 1694, vers 1695, haut-relief en marbre, cm 275 x 194, référence Ministère des biens culturels 1200706296.
- Basilica di San Pietro in Vaticano (Basilique Saint-Pierre-au-Vatican) : Monument funéraire du pape Innocent XI (Odescalchi). Nef gauche, troisième pilier à droite depuis l’entrée, sur dessin de Carlo Maratta (ou Maratti, peintre né dans les Marche), réinterprété : Statue d’Innocenzo XI assis, plus bas de chaque côté, allégories de La Fortezza - La Force), à gauche du pape, et de La Fede - La Foi, à sa droite au-dessous, bas-relief : Liberazione di Vienna dai Turchi da parte del re polacco Giovanni Sobiesky – Victoire de Vienne contre les Turcs du roi de Pologne Jean Sobiesky, intitulé en français mais littéralement : Libération de Vienne des Turcs par le roi de Pologne Jean Sobieski (1683), enfin, Angeli (deux), ou putti registemma - porteurs d’armoiries, au-dessus du monument 1697-1701. Un modèle en terre cuite (bozzetto), se trouve au palazzo Odescalchi. Baptistère : tête de chérubin, marbre, 1695. Sur dessin de Carlo Fontana (né dans l’actuel canton suisse du Tessin, alors rattaché au canton d’Uri, la Confédération l’ayant arraché au Milanais espagnol).
- Colonnade du Bernin. Braccio di Carlo Magno – Bras ou aile Charlemagne (à gauche face à la basilique). San Pelagio – Saint Pelage, 1703, statue n°94.
- Chiesa della Santissima Trinità al Monte Pincio ou dei Monti (église de la Très-Sainte-Trinité-des-Monts), Cappella Orsini (Chapelle Orsini) : Flagellazione – La flagellation du Christ, 1717.
- Musei Capitolini – Palazzo Nuovo – Galleria (Musées Capitolins – Palais Neuf – Galerie). Torso di discobolo restaurato come guerriero ferito – Torse de discobole restauré en guerrier blessé (tombant). Copie du Ier siècle de l’original de Myron, vers 460 av. J.-C. Marbre antique (torse), marbre, cm. 148. N°59 16, dit "Gladiatore di Monnot". Inv.– MC0241. Jugé comme une réussite. Visible sur internet foto.museiincomuneroma.it.
- Palazzo Barberini - Gallerie Nazionali di Arte Antica di Roma. Modèle (bozzetto), pour la tombe d’Innocent XI Odescalchi. Bois et plâtre, cm. 300 x 125 x 55. Non vu. La tombe, sculptée en majeure partie par Monnot, se trouve à Saint-Pierre.
- Place Saint-Pierre de Rome.

Œuvres de Pierre-Étienne Monnot
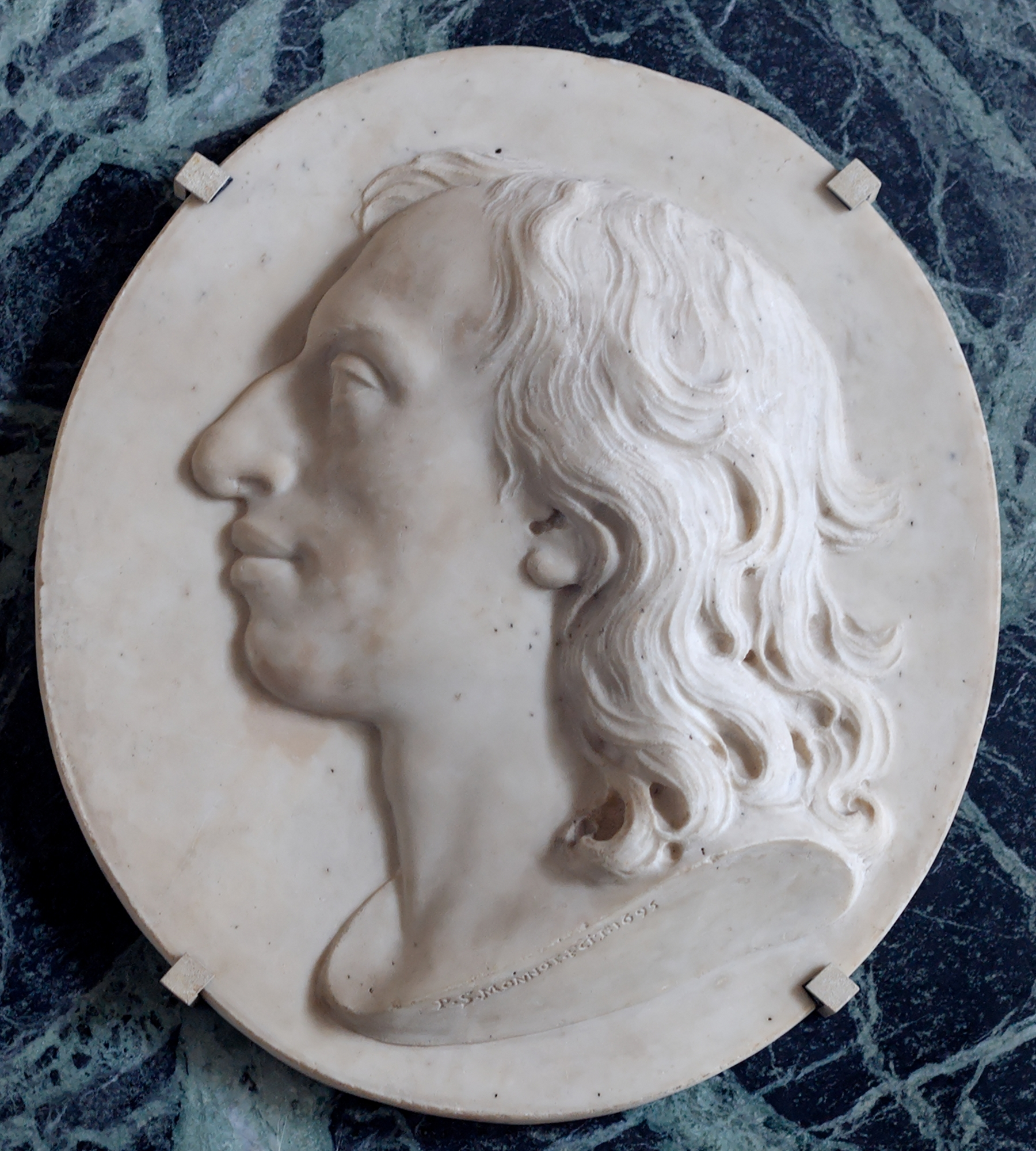
Le prince protecteur Livio Odescalchi, Paris, musée du Louvre.
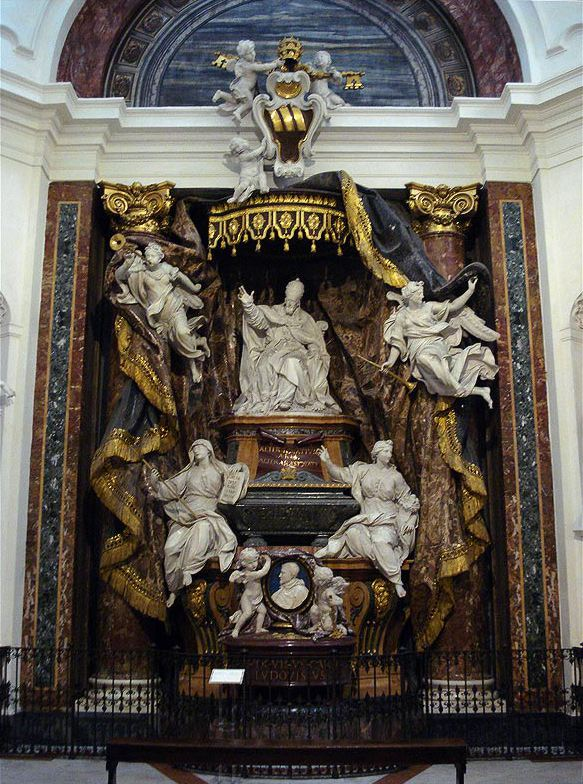
Tombeau du pape Grégoire XV et de son neveu le cardinal Ludovico Ludovisi, avec Pierre Le Gros le jeune, Rome, église Saint-Ignace-de-Loyola.
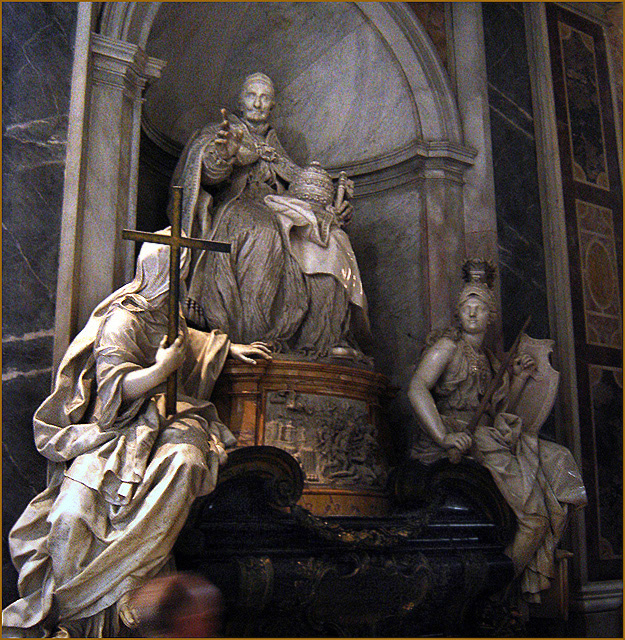
Tombeau du pape Innocent XI, Rome, basilique Saint-Pierre.
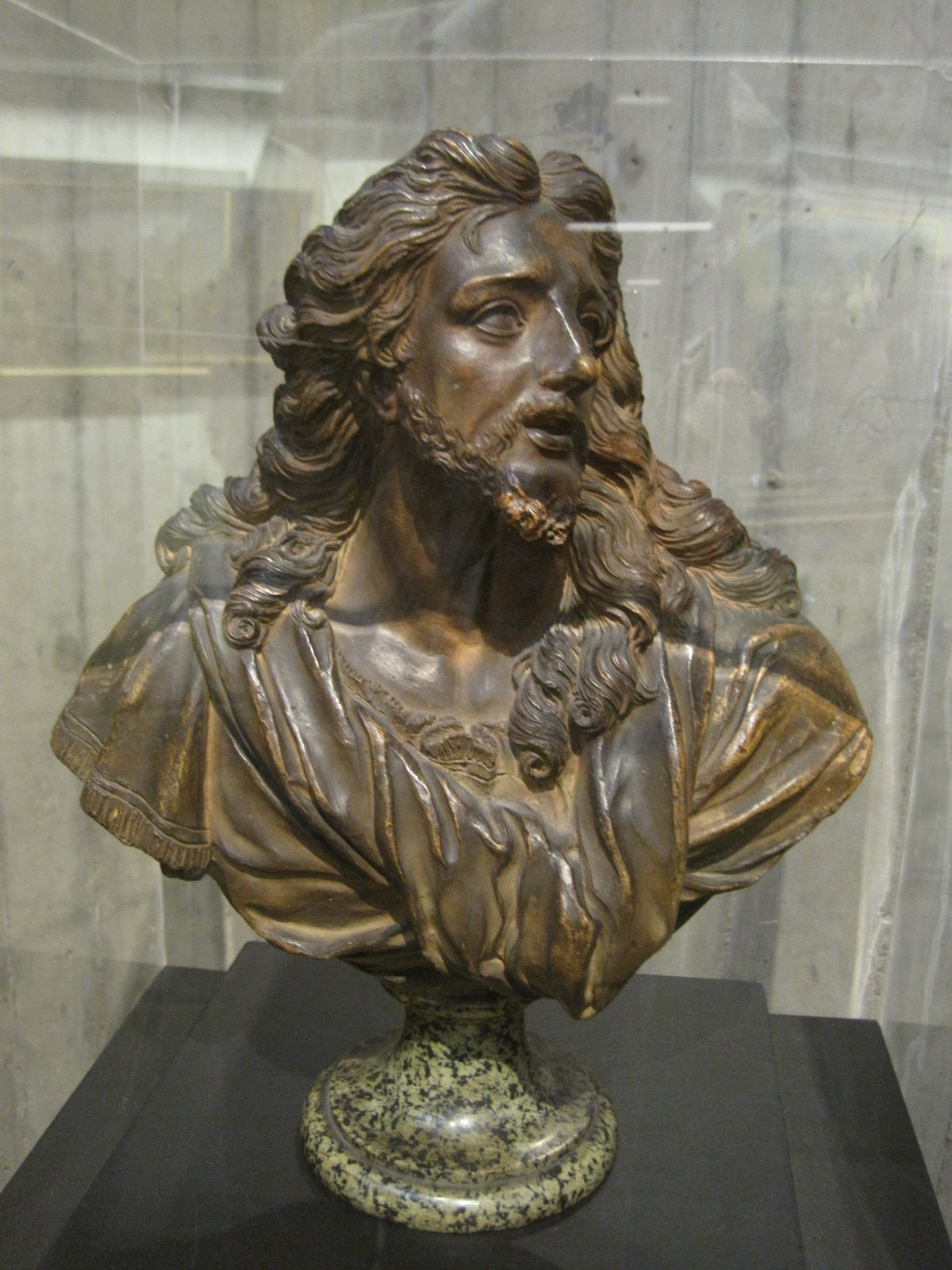
Buste du Christ, musée des beaux-arts et d'archéologie de Besançon.
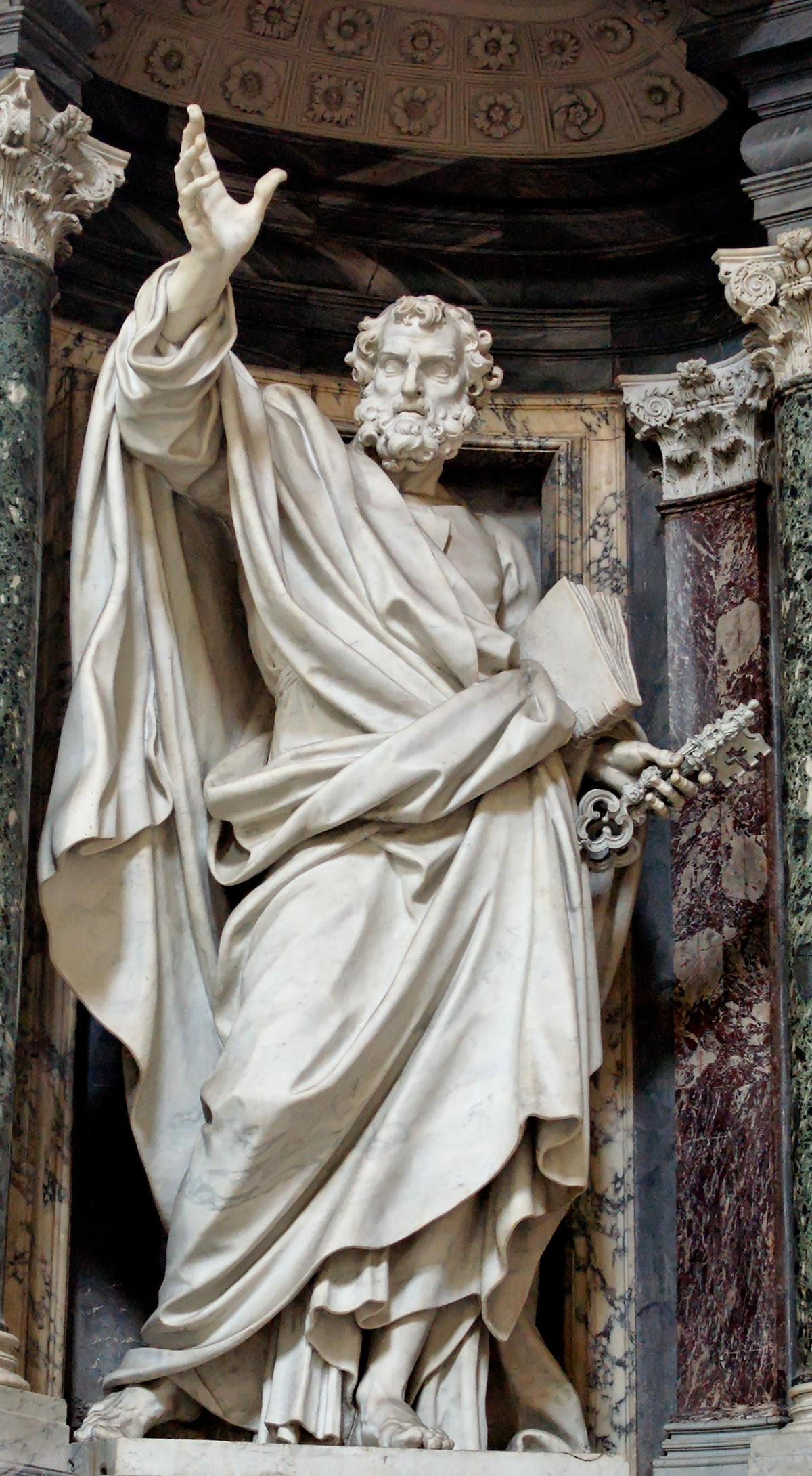
Saint Pierre, Rome, archibasilique Saint-Jean-de-Latran.
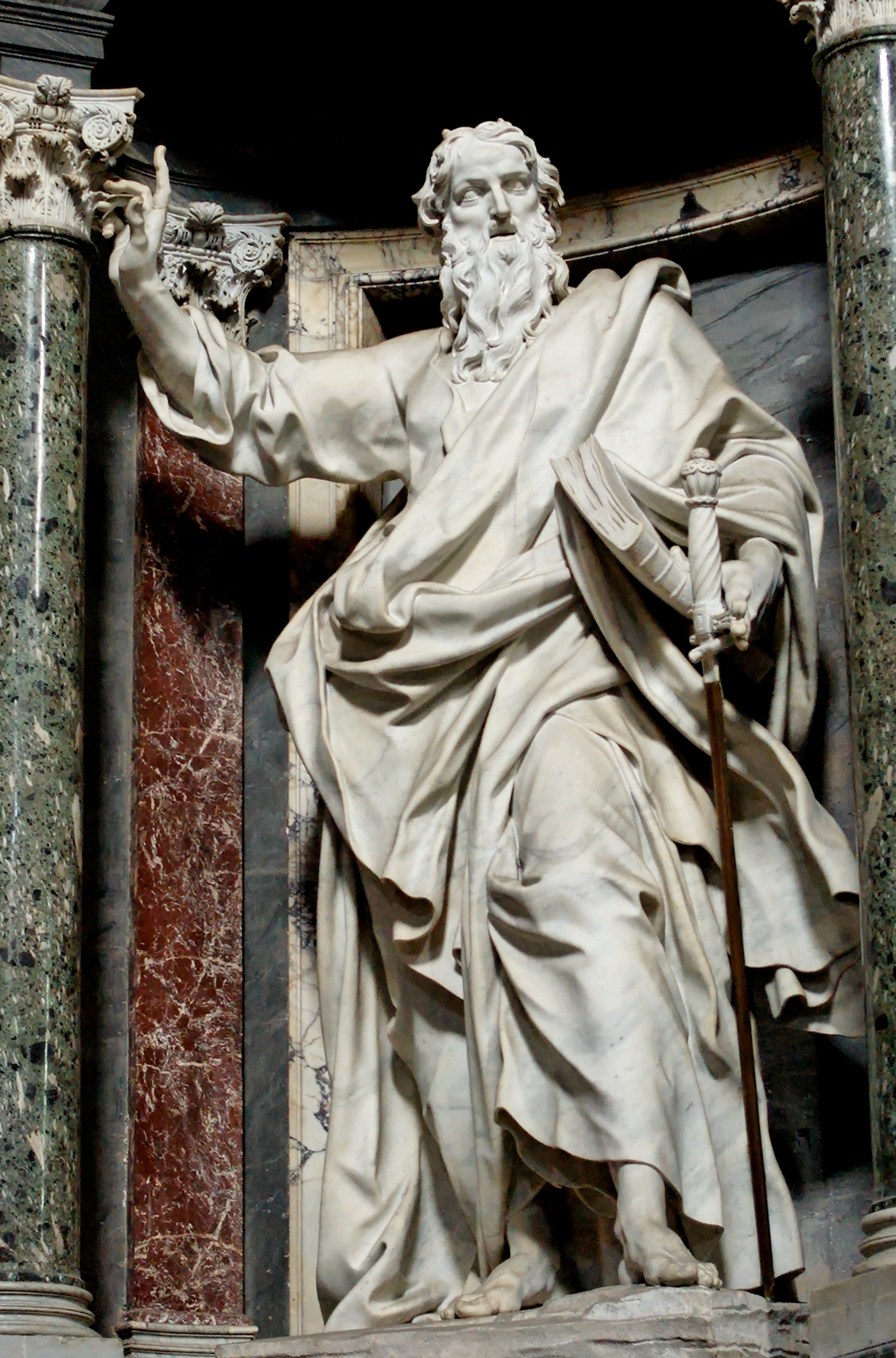
Saint Paul, Rome, archibasilique Saint-Jean-de-Latran.
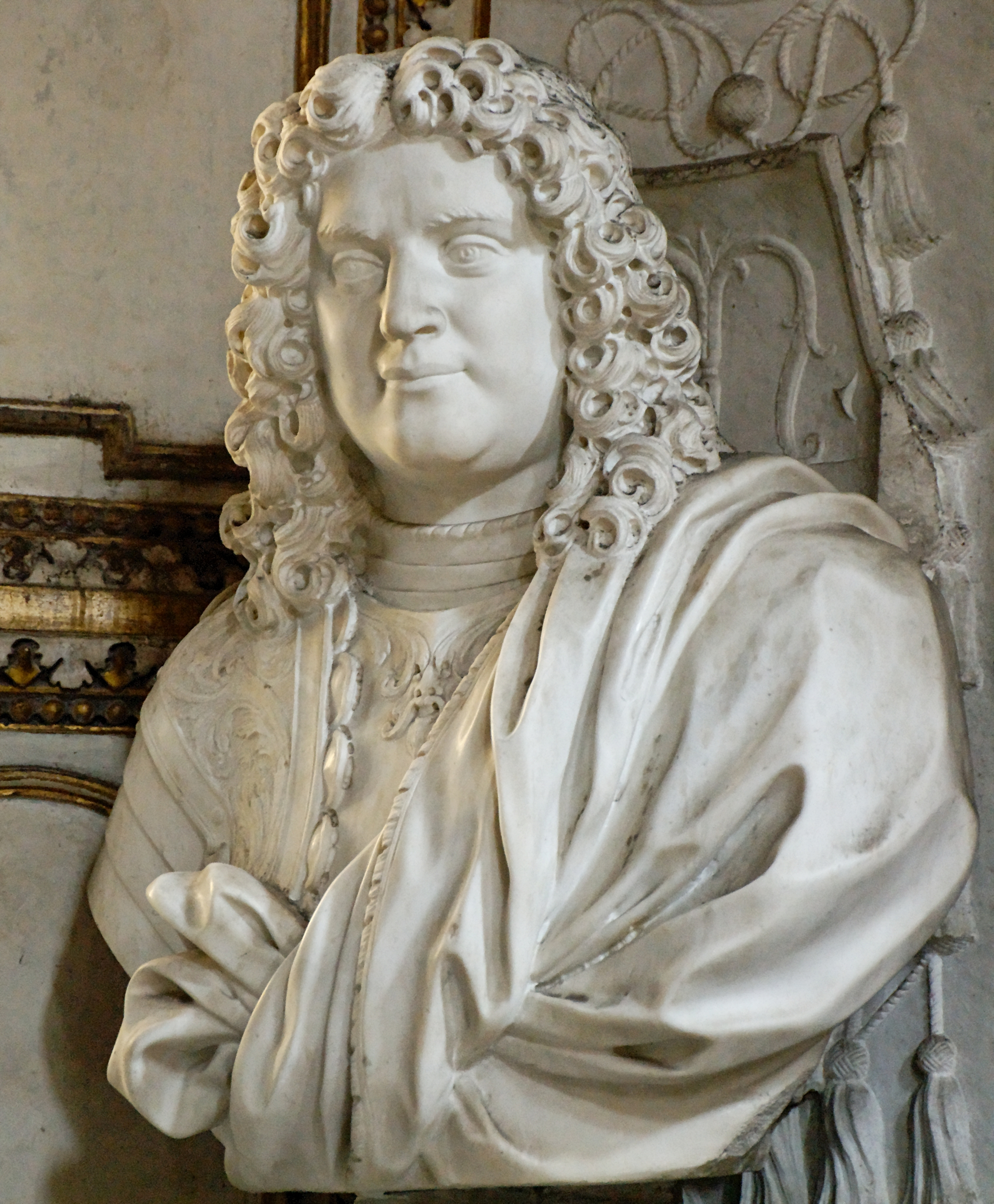
Buste du Pietro Millini, Rome, église Sainte-Marie-du-Peuple.
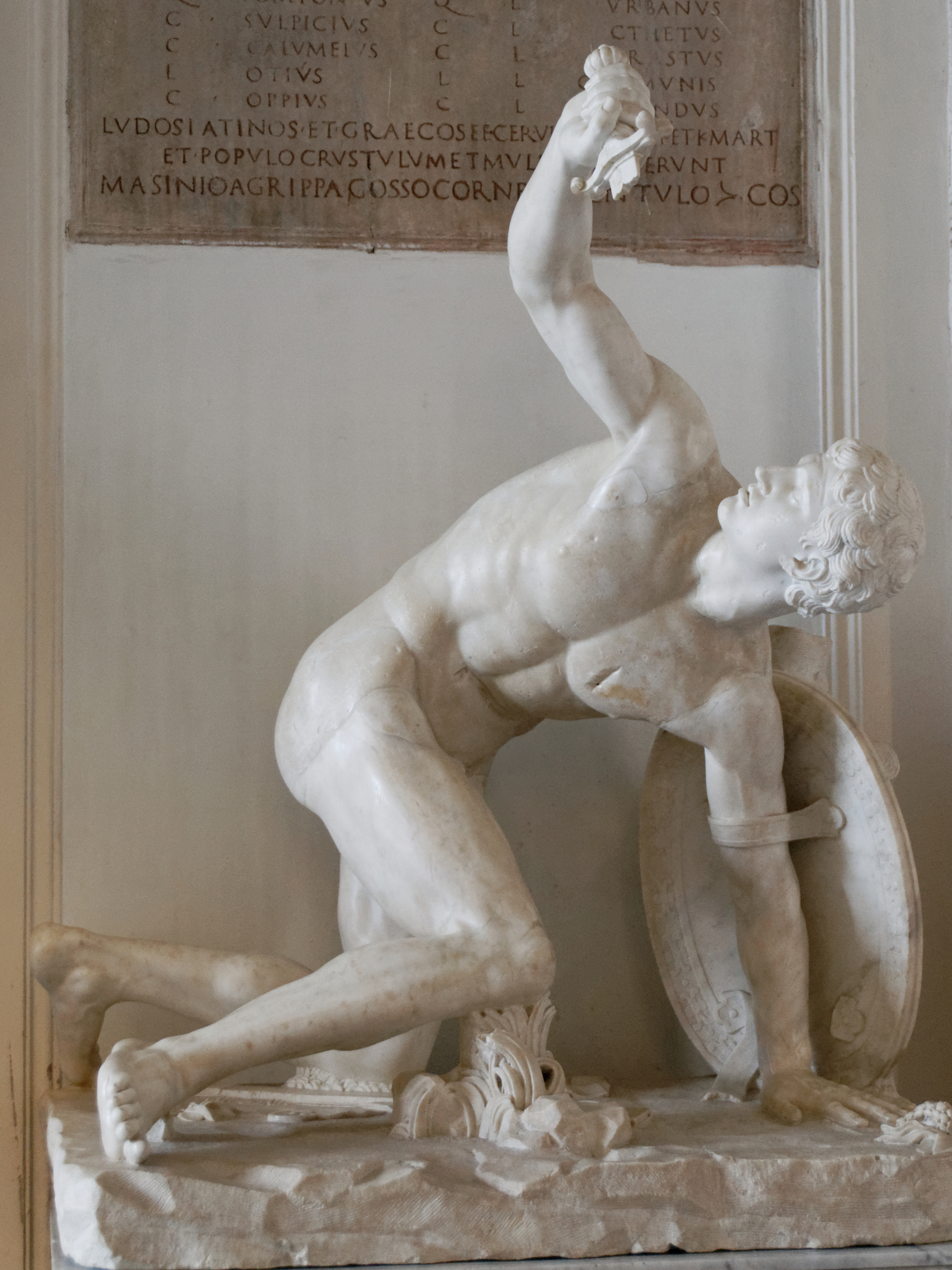
Restauration du torse de Discobole en Guerrier blessé, Rome, musées du Capitole.